# Лонг (острво, Нунавут)
Острво Лонг (енгл. Long_Island) је једно од острва у канадском арктичком архипелагу. Острво је у саставу канадске територије Нунавут. Налази се у Хадсоновом заливу. 
Површина износи око 168 km².
Острво је ненасељено.